# Parachaenichthys
Parachaenichthys is een geslacht van straalvinnige vissen uit de familie van Antarctische draakvissen (Bathydraconidae).

## Soorten
- Parachaenichthys charcoti (Vaillant, 1906)
- Parachaenichthys georgianus (Fischer, 1885)